# معركة ماتشين
معركة ماتشين وقعت يوم 10 يوليو 1791 / 8 ذو القعدة 1205 هـ هي جزء من الحرب الروسية العثمانية (1787-1792) بين الدولة العثمانية والإمبراطورية الروسية. وقاد الروس نيكولاس ريبنين وقاد يوسف باشا جيش الأتراك . في البداية، كان النصر قريب من الأتراك ، ولكن بعد ذلك تم هزيمة الجيش التركي من قبل المسؤول عن اليسار الروسي، ميخائيل كوتوزوف.